# Traitement de substitution aux opiacés
Pour les articles homonymes, voir substitution.
Un traitement de substitution aux opiacés est une modalité de traitement neurobiologique destiné au sujet pharmacodépendant aux opiacés et dont le principe repose sur l'administration d'une substance ayant une activité pharmacologique similaire à celle d'un psychotrope addictif.
Son objectif est de stabiliser la consommation de l'usager voire de la diminuer en prévenant les symptômes du sevrage ; cette stabilisation permettant à l'usager de retrouver un début d'insertion sociale et de suivi psychologique et social. Il s'agit souvent de traitement à long terme dont l'objectif est soit l'abstinence ou dans certains cas le traitement à vie.
La pratique de la substitution concerne l'héroïnomanie ou opiomanie (dépendance aux opiacés tels la morphine et la codéine, médicaments prescrits pour combattre la douleur) avec une prescription d'opiacés de substitution (méthadone ou buprénorphine).
Pharmacologiquement, il s'agit de se servir de la cinétique lente des produits (qui ne doivent jamais être sous forme injectable) pour éviter à la fois l'effet de manque (lorsqu'un certain seuil trop bas de concentration du produit dans l'organisme est dépassé) et à la fois l'effet toxique de « défonce » (lorsqu'un certain seuil trop haut est dépassé), afin de se situer constamment entre ces deux seuils, ce qui est difficilement possible avec l'héroïne, produit injectable à cinétique rapide qui mène rapidement vers la défonce et décroit rapidement vers le manque.

## Principes
Dans le cas de la dépendance à l'héroïne, la substitution ne s'attache pas seulement à remplacer un produit par un autre mais un ensemble de facteurs liés à l'environnement du toxicomane.
Ainsi, une pratique à risque et illégale devient une pratique légale et encadrée remplaçant l'environnement de pairs et dealers par une équipe médico-sociale. L'injection pluriquotidienne d'un produit frelaté est remplacée par une unique administration journalière d'un produit pharmaceutique ce qui laisse à l'usager du temps pour se consacrer à un projet de vie. L'envie de défonce devient une volonté de régulation personnelle.
La substitution permet une évolution positive moins brutale que le sevrage. Ce type de traitement ne se pratique que sur des usagers fortement motivés et prêt à accepter l'abstinence (même partielle, du moins au début).
En France, les programmes de substitution proposent en complément du traitement médicamenteux (buprénorphine ou méthadone) un suivi psychologique et social, notamment dans des centres spécialisés (CSAPA). Il existe des programmes de "bas seuil" et des programmes de "haut seuil". Il a été démontré que la distribution facilitée de la méthadone (dans les programmes de "bas seuil") facilite la prise en charge ultérieure dans un programme complet (à "haut seuil").

## Molécules disponibles

### Buprénorphine haut dosage
La buprénorphine haut dosage (Subutex) est un substitut de synthèse aux opiacés ; elle supprime la plupart des symptômes liés au sevrage de l'héroïne et a peu d'effet psychotrope. Ce type de traitement permet de rompre avec le « milieu de la drogue » en remplaçant l'héroïne par le substitut puis en diminuant progressivement les doses sous surveillance médicale jusqu'à arrêt total.
Cette diminution progressive n'est d'ailleurs pas une fin en soi ni forcément souhaitable (exemple des patients présentant une comorbidité, par exemple un double diagnostic : trouble addictif + pathologie psychiatrique) ; pour certaines personnes, la substitution est de durée indéfinie, voire à vie.
L'âge, la précarité, le manque de soutien social et un accès aux soins partiel (défaut d'affiliation à la sécurité sociale ou à une mutuelle, non-connaissance préalable du médecin prescripteur) sont significativement associés à des ruptures précoces de traitement.
Les limites de ce traitement se rencontrent principalement dans les cas de longues addictions avec injections, on utilise alors la méthadone qui permet rarement un arrêt définitif mais évite les risques sanitaires liés à la consommation d'un produit illicite.
Les principales différences de la buprénorphine par rapport à la méthadone sont qu'elle est, pharmacologiquement, un agoniste partiel et non pas un agoniste plein, ce qui élimine le danger d'overdose (en tout cas lorsqu'elle n'interagit pas avec d'autres substances). Son effet peut par contre être potentialisé par la prise de benzodiazépines.

## Historique
Historiquement, l'idée de recourir à un traitement de substitution chez les personnes dépendantes aux opiacés n'est pas récente et plusieurs essais eurent lieu dans ce sens dès le XIXe siècle. Mais aucun résultat sérieux ne fut obtenu avant les travaux de Vincent Dole sur la méthadone dans les années 1960. Le traitement de substitution à l'aide de buprénorphine a été inauguré par le Dr Marc Reisinger en 1985.
Le succès (régression de la délinquance, diminution des cas d'hépatites et de VIH) obtenu par ces premiers traitements firent que nombre de médecins américains appliquèrent ce type de traitement ; mais la pratique insuffisamment encadrée, notamment sur le plan psycho-sociologique, se traduisit par le développement d'un marché clandestin et de nombreuses overdoses.
C'est l'épidémie de VIH (virus de l'immunodéficience humaine) qui fut un facteur décisif pour développer ce type de traitement.